# Eumenes I
Eumenes I was heerser van Pergamon van 263-241 v.Chr.

## Afkomst
Eumenes I behoorde tot de dynastie van de Attaliden. Zijn vader, die eveneens Eumenes heette, was de broer van Attalus Philetaerus, de stichter van de dynastie. Zijn moeder heette Satyra. Omdat Philetaerus eunuch was en dus geen kinderen had, adopteerde hij Eumenes I en benoemde hem tot zijn opvolger.

## Vergroting van het rijk
Toen Eumenes I aantrad stond Pergamon nog voor een deel onder invloed van de Seleuciden. Waarschijnlijk aangemoedigd door Ptolemeus II die in oorlog was met de Seleuciden, kwam Eumenes I in opstand tegen de Seleucidische koning Antiochus I Soter. In 261 v.Chr. wist hij Antiochus te verslaan bij Sardes en op die manier de onafhankelijkheid van Pergamon te bereiken en veel gebieden aan het koninkrijk toe te voegen, in het zuiden tot aan de rivier Caïcus en de golf van Cyme. Om zijn nieuwe gebieden te verdedigen plaatste hij legerkampen met garnizoenen op diverse plaatsen; in het noorden aan de voet van de berg Ida het kamp Philetaereaia, genoemd naar Philetaerus en ten noordoosten van Thyateira bij de bron van de rivier Lycus het kamp Attaleia, genoemd naar zijn grootvader.
Hoewel de vijandelijkheden tussen de Ptolemaeën en Seleuciden doorgingen en de Galaten de regio plunderden, raakte Eumenes I niet meer bij conflicten betrokken, waarschijnlijk omdat hij schattingen aan de Galaten betaalde. Een huurlingenopstand kan hij ook afkopen.

## Zelfstandig heerser
Feitelijk oefende Eumenes de macht van een koning uit, hoewel hij die titel niet droeg. Om zijn onafhankelijkheid te tonen begon Eumenes munten te slaan met de beeltenis van Philetaerus, terwijl deze zelf nog munten sloeg met Seleucus I Nicator. In navolging van andere hellenistische heerser stelde Eumenes I een festival in, Eumenia genoemd, dat werd gehouden in Pergamon. Hij was tevens een beschermer van kunst en wetenschap. Volgens een inscriptie in de stad Thespiae had Eumenes een zoon, Philetaerus. Deze stierf in 241 v.Chr. Eumenes benoemde zijn neef Attalus I tot opvolger.